# Denkmal der Göttinger Sieben (Göttingen)

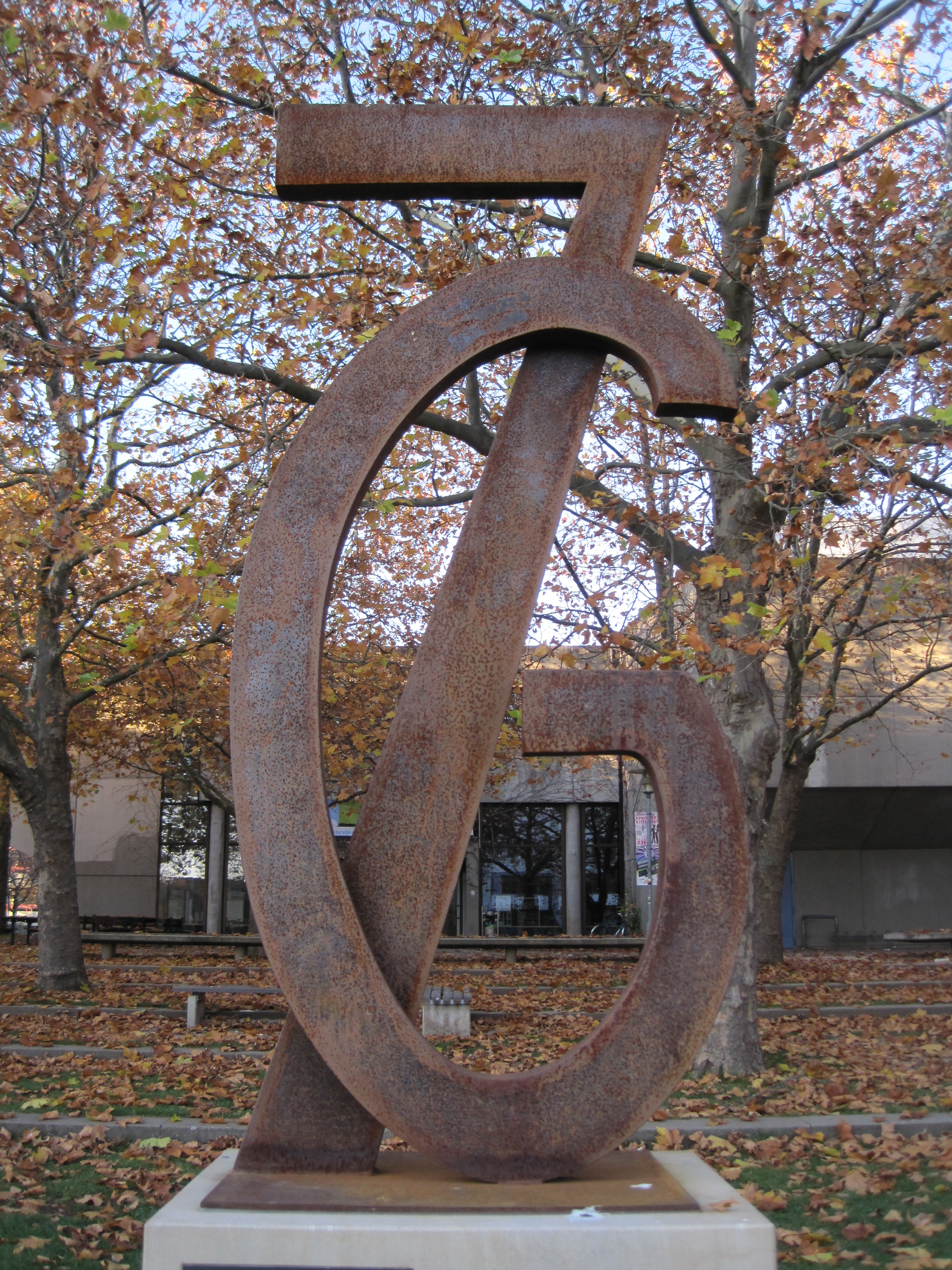
2011 für den Campus der Universität Göttingen gestiftete Skulptur von Günter Grass und Gerhard Steidl

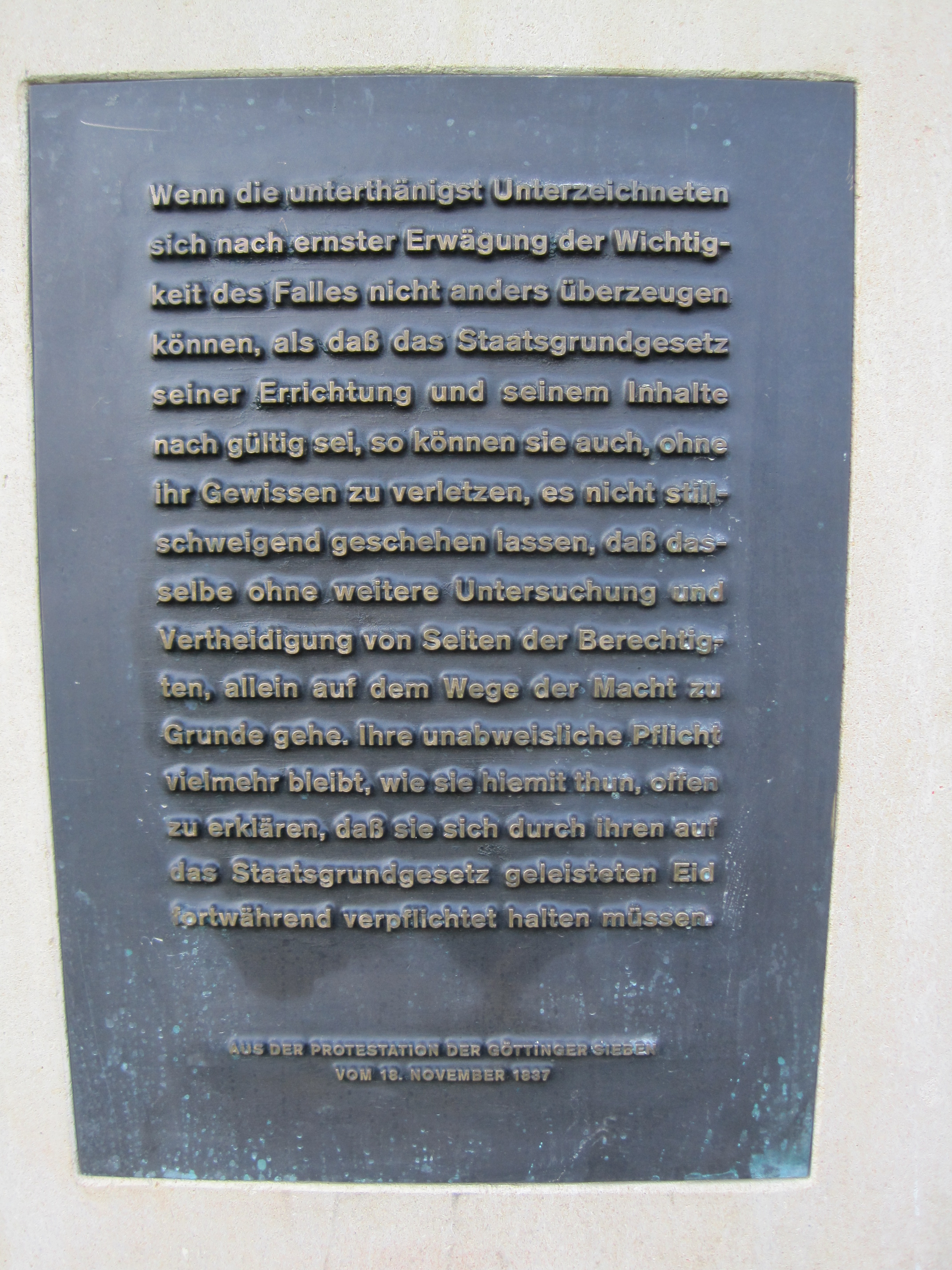
Inschriftenplatte mit einem Zitat aus der Protestation vom 18. November 1837

Das Denkmal der Göttinger Sieben in Göttingen ist eine von dem Schriftsteller und Bildhauer Günter Grass und seinem Verleger Gerhard Steidl gestiftete Skulptur zum Gedenken an die Göttinger Sieben. Das Denkmal wurde bewusst auf dem Campus der Georg-August-Universität Göttingen aufgestellt, der Wirkungsstätte der sieben Professoren, die während des Hannoverschen Verfassungskonflikts zur Zeit des Königreichs Hannover ihre demokratische Haltung bewahrten. Standort der Skulptur ist der Platz der Göttinger Sieben in Göttingen.

## Geschichte, Beschreibung, Würdigung
Anlass für die Aufstellung des Denkmals war das Missfallen der beiden Stifter darüber, dass zuvor lediglich in Hannover ein Denkmal für die Göttinger Sieben aufgestellt war nahe dem Gebäude des Niedersächsischen Landtags in der Landeshauptstadt Hannover, nicht jedoch am Ort des eigentlichen Wirkens der sieben Professoren, nämlich an der Georg-August-Universität Göttingen. Allerdings war bereits zuvor, 1987, eine Gedenktafel in der Aula der Göttinger Universität angebracht worden.
Günter Grass jedoch entwarf nun eine 1,70 m hohe Skulptur für Göttingen aus rund fünf Zentimeter breiten Bändern aus Cortenstahl, die den Buchstaben „G“ sowie die Ziffer „7“ darstellen. Nachdem die Firma Metallbau Senge aus Weende die Skulptur 2010 nach Grass’ Entwurf gefertigt hatte, wurde sie auf einen 1,20 m hohen Sockel aus Sandstein installiert. Zudem wurde am Sockel eine Bronzeplatte angebracht mit einem Zitat aus der Protestation der Göttinger Sieben vom 18. November 1837:

„Wenn die unterthänigst Unterzeichneten sich nach ernster Erwägung der Wichtigkeit des Falles nicht anders überzeugen können, als dass das Staatsgesetz seiner Errichtung und seinem Inhalte nach gültig sei, so können sie auch, ohne ihr Gewissen zu verletzen, es nicht stillschweigend geschehen lassen, dass dasselbe ohne weitere Untersuchung und Vertheidigung von Seiten der Berechtigten, allein auf dem Wege der Macht zu Grunde gehe. Ihre unabweisliche Pflicht vielmehr bleibt, wie sie hiermit thun, offen zu erklären, dass sie sich durch ihren auf das Staatsgrundsatz geleisteten Eid fortwährend verpflichtet halten müssen.“

Am 28. April 2011 erfolgte die Übergabe des Denkmals an die Öffentlichkeit mit großem Presse-Echo. Nach der Enthüllung wurde die Schlichtheit des Kunstwerks kritisiert, das an „ostblockhafte Scheußlichkeit“ erinnere und von Ferne „wie ein verunglücktes Euro-Zeichen“ aussehe. Die Universität Göttingen bezeichnet das Werk distanzierend als „Grass-Denkmal“. Immer wenn Günter Grass sich später provokant in der Öffentlichkeit äußerte, war sein Göttinger Denkmal Ziel von kritischen Graffitiparolen.

## Medienecho (Auswahl)
- Henryk M. Broder: Grass ehrt „Göttinger Sieben“ mit seltsamer Skulptur / Dem Literaturnobelpreisträger ist die Demokratie nicht Wurst: Günter Grass stiftet der Universität Göttingen ein Denkmal. Das Werk weckt allerlei Assoziationen. In: Die Welt vom 28. April 2011. Online auf welt.de, 28. April 2011, abgerufen am 13. August 2022.
- rus: Denkmal für die „Göttinger Sieben“ / Ostblockhafte Scheußlichkeit / Märtyrer der Geistesfreiheit, Rebellen wider den Untertanengeist: Günter Grass hat Göttingen ein Denkmal geschenkt. In: Süddeutsche Zeitung vom 29. April 2011; online auf sueddeutsche.de zuletzt abgerufen am 13. August 2022.